# Diglossia
La diglossia (dal greco antico δύο?, "due" e γλῶσσα, "lingua") è la compresenza, all'interno di una singola comunità di parlanti, di due lingue (spesso storicamente contigue) differenziate funzionalmente, una delle quali è utilizzata solo in ambito formale e l'altra solo in ambito informale.
Un tipico esempio di diglossia si riscontra nell'utilizzo in ambito religioso di lingue differenti (il latino in molti paesi europei prima del Concilio Vaticano II, l'ebraico al di fuori di Israele, lo slavo ecclesiastico presso diversi paesi in area slava) rispetto a quelle comunemente parlate dalla popolazione.
Lo studioso che introdusse il concetto fu Charles Ferguson. I suoi viaggi in Svizzera e ad Haiti lo portarono a descrivere i diversi ambiti di uso dei dialetti di svizzero tedesco in rapporto al tedesco standard, come anche tra la lingua creola haitiana e il francese usato sull'isola.
Un concetto analogo ma di riscontro assai meno frequente è la triglossia, che implica la compresenza di più di due lingue o varietà sociogeografiche diverse di lingue sociofunzionalmente ben differenziate, cioè usate dalla comunità parlante con specializzazione per diverse funzioni, come accade ad esempio presso la piccola minoranza francoprovenzale in Puglia.
Il termine '''dilalìa''' indica invece una situazione molto più frequente e tipica, ad esempio, della realtà italiana, in cui i domini di utilizzo delle due lingue non sono rigidamente compartimentati, come invece avviene in caso di diglossia. In altre parole, l'utilizzo dell'una e dell'altra lingua non sono limitati, rispettivamente, alle situazioni comunicative formali e a quelle informali ma vengono utilizzati negli ambiti del parlato quotidiano e sono il mezzo primario della socializzazione tra i parlanti.